# Georges Charles
Pour les articles homonymes, voir Charles.
Georges Charles, né à Paris en 1950, est un expert français des arts martiaux japonais et chinois. Depuis 1979, il est le maitre héritier et successeur en titre de l’école de boxe chinoise de l'interne san yiquan (du style xingyiquan). Auteurs de nombreux ouvrages, il est un pionnier des arts martiaux en France.

## Biographie
Pratiquant les arts martiaux traditionnels depuis 1958. Enseignant depuis 1974. Georges Charles a commencé la pratique des arts martiaux (judo, ju Jitsu) en 1958 sous la direction de Dupuis et Riva (8e dan de Judo) (JJCE), puis a été l’élève à partir de 1960 de Henry Plée, décédé en août 2014 .
En 1969, il découvre, à l’occasion d’un stage professionnel aux États-Unis les arts martiaux chinois (Université de Philadelphie). De retour en France, parallèlement à l’aïkido avec Dominique Balta, et au taekwondo avec Lee Kwan Young dont il fut l’un des tout premiers élèves en France, il pratique sous la direction de Wang Zemin (Wang Tse Ming (ROC), Wong Tse Ming (HK), Tai Ming Wong (France)), maître chinois né en 1909 à Canton et réfugié en France depuis 1949.
En 1973, il se rend en Corée pour passer son troisième Dan de taekwondo au Kukiwon de Séoul.
Georges Charles a été passer ce 3e Dan à Séoul, et il fut l’une des premières ceintures noires françaises, sinon la première, de cette discipline. Il fut d’ailleurs, en France, l’un des tout premiers élèves du maître Lee Kwan Young (9e Dan) à son arrivée en 1969 (Gymnase François Patrick au Plessis Robinson).
En 1974, 1975, 1976, 1977, il se rend à Hong Kong et à Taiwan pour parfaire ses connaissances et est diplômé comme enseignant (sifu) à la HKCMAAL et à la KFROC, deux importantes Fédérations locales.
À Okinawa (Japon), il est également diplômé avec le grade d’enseignant ryunomaki (équivalence de 3e Dan au Japon).
En, 1979, Wang Tse Ming qui désire prendre sa retraite en République de Chine lui lègue la succession de la direction de l’école du Poing des Trois Harmonies (san yiquan) avec le titre de daoshi qui sera officiellement reconnu à Hong Kong et à Taiwan. À cette époque, le « kung-fu » était encore très mal vu en République populaire de Chine, il aurait donc été impossible à un occidental de l’étudier sur le continent. Georges Charles devient donc l’un des rares occidentaux à diriger une école traditionnelle chinoise dont l’origine remonterait au treizième siècle.
En 1978, il crée l’Institut des arts martiaux chinois traditionnels (IDAMCT) après avoir été directeur technique national de deux fédérations (Fédération nationale de boxe chinoise FNBC, ex-ANKFK, et Fédération française de ritsu zen). Il fonde également, en 1981, le groupement associatif COREAM regroupant plus d’une cinquantaine d’enseignants et douze disciplines martiales (karatedo, aikido, ju jitsu, kung-fu wushu, taiji quan, aiki jutsu , iai do, kendo, kobudo, ritsu zen, shugendo).
Auteur de plus d’une centaine d’articles et de dix ouvrages publiés, il a également occupé le poste de rédacteur en titre du mensuel La Vie Naturelle depuis 1986, et celui de rédacteur en chef du bimestriel Tao Yin depuis janvier 1997 jusqu’à octobre 1999. Il a participé à la formation et à l’information de praticiens dans plusieurs groupes médicaux et paramédicaux : ATMAN (Association pour les thérapies manuelles anciennes et nouvelles et COA Collège ostéopathique ATMAN) ;  AJMA (Association des jeunes médecins acupuncteurs) ; (ESAT École supérieure d’acupuncture traditionnelle) ; SMAC (Société médicale d’acupuncture classique – Groupe de Jacques Lavier) ; et anime des démonstrations et conférences (FNAC Paris, Strasbourg, Paris Sorbonne, AFC Paris et Lille, École Nationale des Impôts, etc.).
Depuis 1974, il a formé spécifiquement plus d’une soixantaine d’enseignants regroupés au sein de la Convention des enseignants des arts classiques du Tao. La Convention des arts classiques du Tao regroupe, à ce jour, plus de soixante associations en France et à l’étranger et représente plus d’une centaine d’enseignants confirmés et certifiés.
Il est reconnu en France et en Europe, mais également en Chine, comme l’un des tout premiers pionniers dans l’implantation des arts martiaux chinois traditionnels et des pratiques chinoises de santé en occident. Il fait actuellement partie du conseil des 12 sages de la Fondation internationale pour la préservation des arts martiaux (FIPAM).
En octobre 2012, une stèle franco-chinoise a été érigée au Mémorial du xingyiquan de Shenzhou dans le Hebei . Elle a été officiellement inaugurée le 18 octobre 2014 et atteste que Georges Charles est le successeur direct en Cinquième Génération de la lignée du Xingyiquan du Hebei. Elle reconnait également l’École San Yiquan ainsi que la transmission effectuée en Occident et en Amérique, ce qui est une première. Georges Charles est donc l’un des rares occidentaux, sinon le seul, qui a ce jour est reconnu comme Chef d’École et Successeur en Titre dans une transmission qui remonte, en fait, à Yue Fei (1103 1142) et avec le titre officiel de « Shengren Daoshi » – littéralement « Être Réalisé qui Maîtrise la Voie ». 
Le xingyiquan représente l’un des trois styles dits « Internes » (Neijia) avec le Taijiquan et le Baguazhang et qu’il est désormais reconnu comme « Héritage culturel et immatériel de la Chine ».
Il est marié à Martine Vétillard, devenue Martine Charles.

## Titres et responsabilités
- Président fondateur de l’Institut des Arts Martiaux Chinois Traditionnels (IDAMCT) Association Culturelle et Socio-éducative créée en 1978.
- Président fondateur du groupement associatif COREAM (1981).
- Fondateur de la Convention Nationale des Arts Classiques du Tao (1993).
- Enseignant des Arts Classiques du Tao (Arts Martiaux Chinois Externes et Internes, Arts Énergétiques).
- Membre du Conseil des Sages du Fonds International pour la Préservation des Arts Martiaux FIPAM.
- Chef de file (DAOSHI) de l’école San Yiquan (Poing des Trois Harmonies) depuis 1979.
- Membre de la Hong Kong Chinese Martial Arts Association (HKCMAAL) (1975).
- Membre de la Koushu Federation of the Republic of China (KFROC)(1976).
- Diplôme en Chine (Taiwan et Hong Kong), au Japon (ITCK) avec la distinction de Ryunomaki, en Corée avec le grade de 3e Dan TKD du Kukkiwon de Séoul (1973).
- Auteur-écrivain (18 ouvrages publiés chez Albin-Michel, Amphora, Sedirep, Encre, MA éditions…).
- Rédacteur en titre du Mensuel  " La Vie Naturelle " de 1989 à 1999.
- Fondateur et rédacteur en chef du Bimestriel « TAO Yin » de 1997 à 1999.
- Intervenant et rédacteur de la rubrique Santé au magazine Génération TAO[9].
- Intervenant-Conseil Prémalliance AG2R La Mondiale.